# Dietrich Torck
Dietrich Torck (* 1599; † 1666) war Domherr in Münster.

## Leben
Dietrich Torck wurde als Sohn des Johann Torck zu Vorhelm und dessen Gemahlin Sybilla von Schedelich geboren. Am 16. November 1616 kam er in den Besitz einer münsterschen Dompräbende und wurde am 30. Oktober 1619 mit der Aufschwörung auf die Geschlechter Torck, Schedelich, Asbeck und Droste emanzipiert. Im Jahre 1625 verzichtete er auf die Pfründe und heiratete im darauf folgenden Jahr Anna Schencking zu Bevern.